# فیلم حماسی
فیلم حماسی یکی از ژانرهای فیلم است که در آن از درام انسانی در مقیاس بزرگی استفاده شده‌است. این‌گونه فیلم‌ها با حماسه‌های بلندپروازانه و قهرمانانه ایجاد شده و با دیگر ژانرها متمایز هستند. بودجه بالا و استفاده از بازیگران مهم از نشانه‌های فیلم حماسی است که معمولاً فروش بالایی نیز دارند. انستیتوی فیلم آمریکا در دسته‌بندی فیلم‌ها در ژانرهای مختلف، این ژانر را محدود به فیلم‌های تاریخی مانند بن هور می‌کند. با این حال، دانشوران فیلم و سینما مانند کنستانتین سانتاس تمایل دارند این عنوان را به فیلم‌های علمی-تخیلی مانند  ادیسه فضایی و جنگ ستارگان هم بدهند.

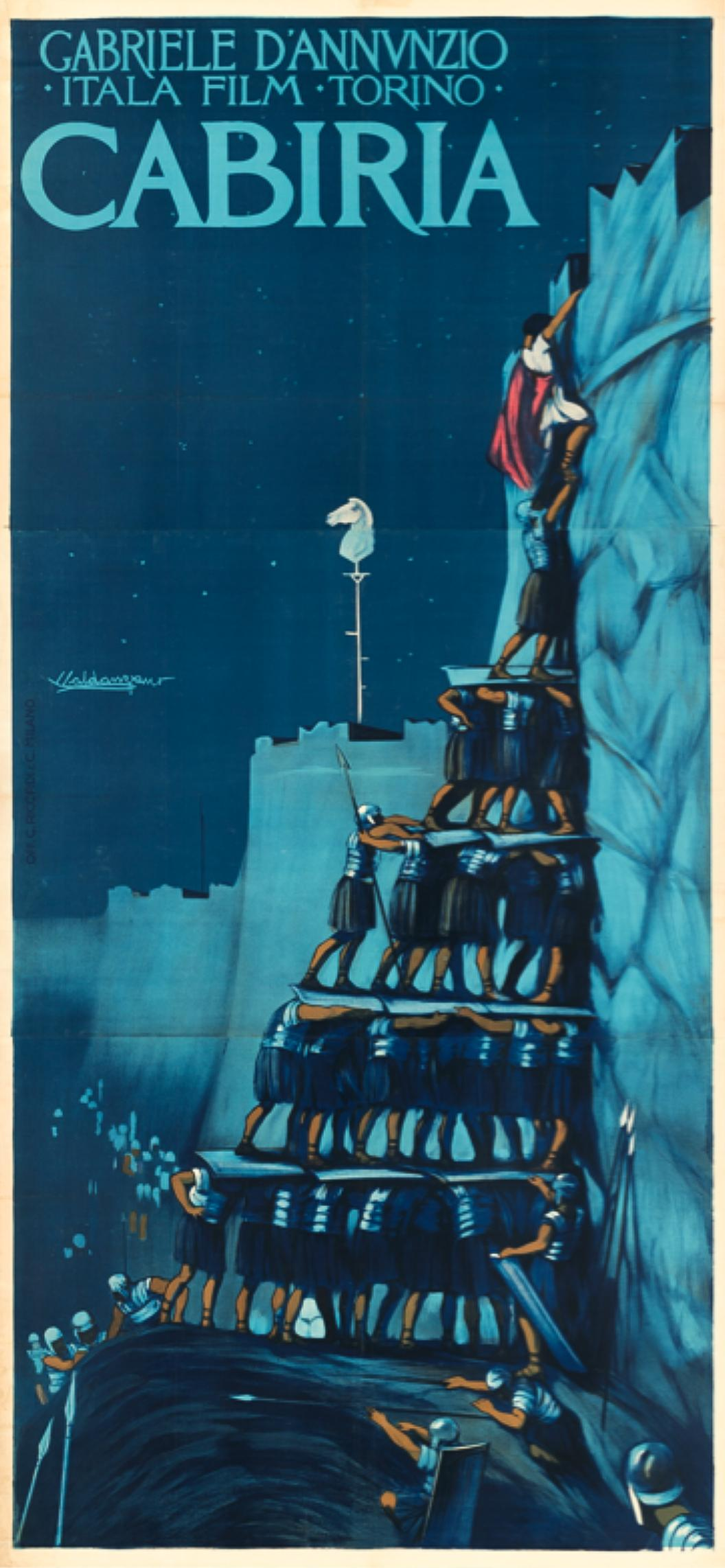
فیلم ایتالیایی کابیریا (۱۹۱۴)، یکی از نخستین فیلم‌های حماسی شناخته‌شده